# Skiroll

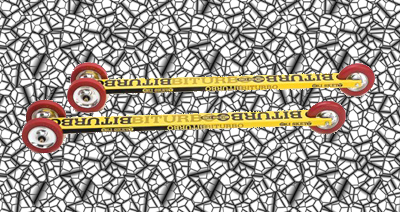
Skiroll da gara per Tecnica Classica a tre ruote

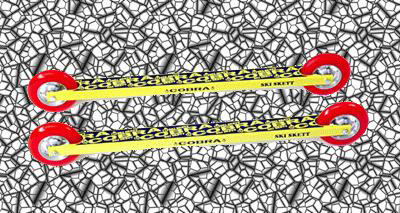
Skiroll da gara per skating

Lo skiroll (detto anche sci a rotelle o rollski, abbreviato skr fra gli appassionati) è uno sport praticato soprattutto in estate su strade asfaltate, ma sono in commercio skiroll specifici che consentono la pratica di questo sport anche su strade sterrate. Gli attrezzi attualmente in commercio consentono di praticare questo sport in entrambe le tecniche: la tecnica classica e il pattinato (skating).

## Skiroll
È formato da una coppia di aste a sezione rettangolare in lega leggera, ma anche in fibra di vetro-carbonio. La lunghezza delle barre varia da un minimo di 530 mm ad un massimo di 700 mm misurata dal centro della ruota anteriore a quello della ruota posteriore (interasse) ed è in funzione della tecnica utilizzata (classica o pattinato).
Alle estremità di ciascuna barra vengono fissate due ruote con copertura in gomma o materiale plastico (la larghezza delle ruote varia da 20 mm a 70 mm), montate su cuscinetti a sfera. Una coppia di attacchi per scarpe da sci di fondo e una coppia di bastoncini (sempre per sci di fondo) con punta in widia completano l'attrezzatura che permette la pratica dello “sci di fondo” su strada asfaltata. Gli skiroll da skating (o pattinaggio) hanno due ruote per barra, mentre quelli per la tecnica classica possono avere due o tre ruote (una davanti e due dietro) per barra. Con il tempo lo skiroll è divenuto specialità sportiva a sé stante con l'effettuazione di gare competitive e amatoriali ed è organo della FIS - International Ski Federation (Federazione Internazionale Sci), mentre in Italia è disciplinato dalla F.I.S.I. (Federazione italiana sport invernali).

## La storia
Lo skiroll è nato per consentire agli atleti dello sci nordico di allenarsi in assenza di neve, i primi modelli sono stati costruiti intorno agli anni 1930. Lo skiroll si era già molto evoluto nei paesi Scandinavi mentre in Italia veniva usato generalmente dagli atleti della squadra nazionale di sci di fondo. I primi modelli nati in Italia e immessi in commercio sono nati nell'officina di Fabio Crestani, un artigiano di Sandrigo (Vicenza) e avevano tre ruote pneumatiche per ogni telaio (una davanti e due dietro) con un diametro di 35 centimetri; i telai erano in ferro e snodati al centro per consentire di piegarsi verso l'alto ed agevolare il passo classico, unica tecnica dell'epoca.
Con il passare degli anni lo skiroll è diventato sempre più un attrezzo perfezionato, che non viene più utilizzato solamente per l'allenamento dei fondisti, ma anche per competizioni. Le prime gare al mondo sono state organizzate sempre in Italia e sempre per opera di Fabio Crestani, in provincia di Vicenza nel 1975 e già nel 1979 nasce la Federazione Italiana Skiroll con la quale viene disciplinata la pratica di questo nuovo sport. La Federazione, oltre a creare i regolamenti, redige il calendario federale, che prevede vari Campionati Italiani e la Coppa Italia su più prove. Le gare si suddividono nelle varie tecniche, che prevedono prove in salita, in piano, sprint e a staffetta.
Nei primi anni della storia agonistica, venivano utilizzati prevalentemente skiroll a 3 ruote, sia per la tecnica classica che per lo skating, le ruote avevano un diametro di 100 mm, dotate di dispositivo antiritorno, il quale assicura la tenuta nella fase di spinta, simulando la tenuta della sciolina sulla neve. Successivamente, con l'avvento dello skating nello sci di fondo, ma è quasi certo che lo skating sia nato prima proprio nell mondo dello skiroll, apparvero i primi attrezzi a due ruote, inizialmente con una lunghezza delle barre di 700 mm, che poi si ridussero fino all'attuale lunghezza minima di 530 mm. A livello internazionale ogni anno viene disputata la Coppa del Mondo articolata su più prove in diverse Nazioni europee, e dall'anno 2000, ogni 2 anni, si disputa il FIS Rollerski World Championships (Campionato Mondiale).

## Le tecniche e alcuni tipi di passo

### Tecnica classica
Con la tecnica classica i passi più comuni sono: 
- Passo alternato
- Passo spinta
- Scivolata spinta (solo spinta di braccia)

Per la tecnica classica solitamente si usano skiroll con una lunghezza di 700 mm a due o tre ruote. Le ruote hanno una larghezza che varia da 40 a 70 mm se gli skiroll sono a due ruote, mentre è di 20 mm per quelli a tre ruote. Sulle ruote deve essere montato il dispositivo antiritorno, preferibilmente sulle ruote anteriori.

### Skating
La tecnica di pattinaggio (skating) è molto simile al pattinaggio a rotelle:
- Passo in Discesa (pattinaggio solo gambe, senza l'appoggio dei bastoncini, magari in posizione "uovo")
- Passo in Salita o Corto (appoggio del bastoncino contemporaneo all'appoggio di uno sci)
- Passo in Piano o Lungo (appoggio del bastoncino dopo la spinta di uno sci)
- Passo Doppio (appoggio del bastoncino contemporaneo ad ogni spinta dello sci)

Per il pattinaggio si usano skiroll a due ruote con una lunghezza che varia da 530 a 600 mm. Per gli skiroll da gara le ruote hanno un diametro di 100 mm e si possono avere con tre differenti durezze della gomma (per l'asfalto asciutto e ruvido o bagnato viene utilizzata una gomma più morbida).

## Skiroll combi per entrambe le tecniche
È possibile praticare le due tecniche, con skiroll cosiddetti “combi”. Questi tipi di skiroll di solito hanno una lunghezza di 600 mm con ruote di larghezza che varia da 40 a 70 mm.

## I bastoncini
La caratteristica principale che i bastoni devono avere è la leggerezza, ma non deve essere a scapito di una notevole resistenza. Per avere questi requisiti occorre un materiale come il carbonio. Mediamente la misura dei bastoni si calcola nel seguente modo:
Tecnica skating: 0,87 x altezza in cm
Tecnica Classica: 0,81 x altezza in cm
È altresì indispensabile avere i puntali in metallo duro (Widia), perché l'asfalto rovina irrimediabilmente il puntale da neve.

## Accessori
Per ridurre la velocità degli skiroll sono in commercio dei riduttori formati da un cuscinetto a sfere premuto contro la ruota anteriore da un bilanciere, la pressione esercitata viene controllata da una vite. Inoltre sugli skiroll è possibile applicare dei copriruota o paraspruzzi in plastica. L'attacco della scarpa, così come le scarpe sono gli stessi usati comunemente per lo sci di fondo. Per la pratica di questo sport è bene non sottovalutare la sicurezza personale ed è fortemente consigliato, oltre che essere obbligatorio nelle gare, l'uso del caschetto protettivo.

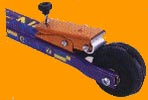
Skiroll con riduttore di velocità
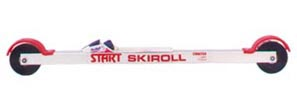
Skiroll con paraspruzzi